# Charte de Louis le Pieux
 (janvier 2024).
Si vous disposez d'ouvrages ou d'articles de référence ou si vous connaissez des sites web de qualité traitant du thème abordé ici, merci de compléter l'article en donnant les références utiles à sa vérifiabilité et en les liant à la section « Notes et références ».
Droit Romano-germain
Droit du haut Moyen Âge

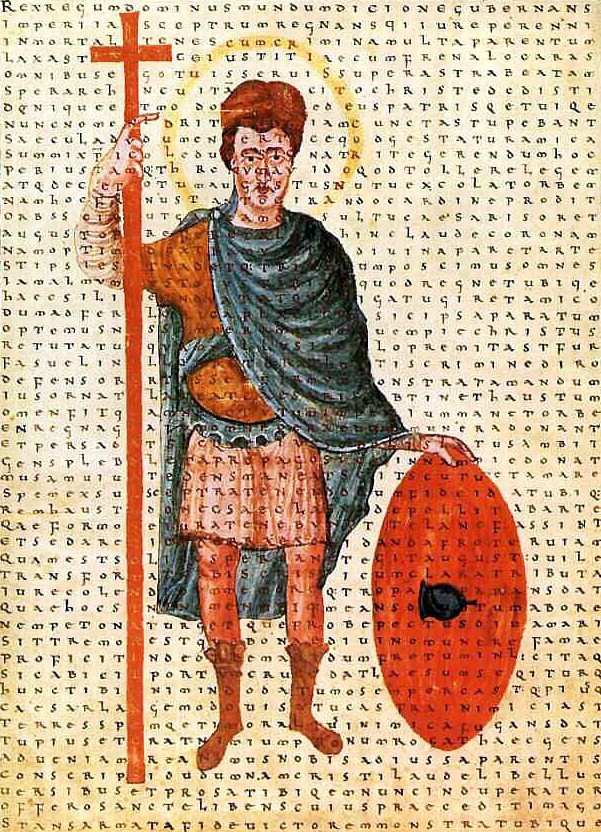
Louis le Pieux

La Charte de Louis le Pieux est une charte de 819 de Louis le Pieux confirmant l'immunité de l'abbaye Saint-Bavon de Gand, après la mort de Charlemagne en 814 à Aix-la-Chapelle. 
Louis fut roi d'Aquitaine à partir de 781. Il fut également roi des Francs et co- empereur (sous le nom de Louis Ier) avec son père Charlemagne à partir de 813. En tant que seul fils adulte survivant de Charlemagne et d'Hildegarde, il devint l'unique dirigeant des Francs à la mort de son père en 814, poste qu'il occupa jusqu'à sa mort, à l'exception de la période 833-834, au cours de laquelle il fut déposé. 
Cette immunité avait déjà été accordée à l'abbaye Saint-Bavon par son père Charlemagne. Il s'agit du document le plus ancien conservé en Belgique.
En avril 2019, la charte a été temporairement exposée au Musée de la ville de Gand (en néerlandais: Stadsmuseum Gent), musée d'histoire locale, avant de retourner dans les Archives de l'État en Belgique.

## Contexte
En 819, Louis était empereur d'Occident, dirigeant l'Empire carolingien, une région s'étendant de Hambourg à Barcelone, et de Nantes à Osnabrück. La charte a été rédigée à Aix-la-Chapelle, centre de l'empire, à la plume et en latin sur vélin, une peau animale très résistante. L'empereur la fit envoyer à Eginhard (Einhard), fidèle employé de Louis et premier abbé de l'abbaye.
La charte est en écriture mérovingienne cursive, avec un type de caractère assez long et vertical. Le texte est rédigé en latin, langue véhiculaire des documents officiels de l’époque. On écrivait alors avec une plume d’oie ou d’un autre grand oiseau.
Le sceau est en cire d’abeille blanche, couverte d’une couche de vernis brun. Il s’agit du sceau de Louis en personne, représentant la tête de l’empereur en profil .
De cette époque, il y a très peu de pièces en aussi bon état, et il est extraordinaire que le document ait été préservé pendant 1200 ans. L'abbaye Saint-Bavon a subi deux pillages de la part des Vikings, ainsi qu'un incendie criminel en 851. Lorsque les moines ont dû fuir, ils ont emporté avec eux toutes les reliques et archives importantes. Ils y avaient un intérêt direct, compte tenu de sa valeur pour l'abbaye.

## Promesses mutuelles
La charte offrait à l'abbaye l'immunité juridique ou des droits et libertés supplémentaires. L'abbaye Saint-Bavon avait le droit d'imposer des amendes et de punir les délits sur son propre territoire. De son côté, l'abbaye promettait de prier pour l'empereur et de lui offrir des cadeaux, et un service militaire ou ost. Louis réussit à attirer de nombreuses abbayes, ce qui fit que son empire comme lui-même prirent de l'importance.
À partir d'octobre 2019, le manuscrit est à nouveau conservé aux Archives de l'État à Bruxelles et conservé dans l'obscurité pour éviter l'altération de l'encre .

## Autres chartes du IXe siècle
Un parchemin de l’an 817 est le plus ancien des documents conservés aux Archives de la Haute-Vienne. Il est conservé dans le fonds de la prestigieuse abbaye Saint-Pierre-Saint-Paul de Solignac, fondée en 632 par saint Eloi, orfèvre limousin et conseiller du roi Dagobert .L'empereur Louis le Pieux, à la demande d’Aigulf, abbé de Solignac, confirme les privilèges accordés aux moines par son aïeul Pépin le Bref (avi nostri Pipini regis) et son père Charlemagne (genitoris nostri Caroli bonae memoriae magni imperatoris) .
En 819, par un diplôme sur parchemin, Louis le Pieux, confirme les dispositions prises par les abbés d'Aniane à propos de l'élection des abbés de Bellecelle en Albigeois , et étend l'immunité d'Aniane à cet établissement .
Plus ancien document conservé aux Archives de la Somme, la charte de 825, a été accordée par l’empereur Louis le Pieux  et son fils aîné Lothaire pour une confirmation de privilèges en faveur de l’abbaye de Corbie à Corbie, dans le département de la Somme, à une quinzaine de kilomètres à l'est d'Amiens en France .  Moins d’une dizaine de manuscrits du IXe siècle sont aujourd’hui connus . La connaissance actuelle des documents de la période carolingienne dérive ainsi presque entièrement de copies plus tardives.